# 甲路站
甲路站位于安徽省宣城市宁国市甲路镇，皖赣铁路的一个车站，建于1981年。该站由上海铁路局芜湖车务段管辖，车站以及上下行均未实现电气化。现为四等站，办理列车通过、会让业务；客运办理职工通勤业务。不办理货运营业。甲路站内设有4条股道，车站及其上下行区间均未电气化。

## 历史
甲路站是皖赣铁路上的一个车站，始建于1981年，在开通初期，由于铁路起伏较大，大部分货物列车都需要在该站停车并加挂补机，曾设有甲路车检所。

## 事件
2004年8月15日晚，梁春财、周江军、江根林经事先预谋，结伙窜至霞西站爬上33001次货物列车前往甲路站。次日零时许，当该次货物列车停靠甲路站、加挂补机时，3人解开车厢篷布的绳子，掀盗玉米1500公斤。其后又将所窃玉米转运至宣城市销卖，获利1000余元。2005年3月4日，被告人被公安机关电话预约逮捕，并交待了全部犯罪事实。6月8日，南京铁路运输法院依法对5名被告人作出了宣判。